# Packard Pan-American

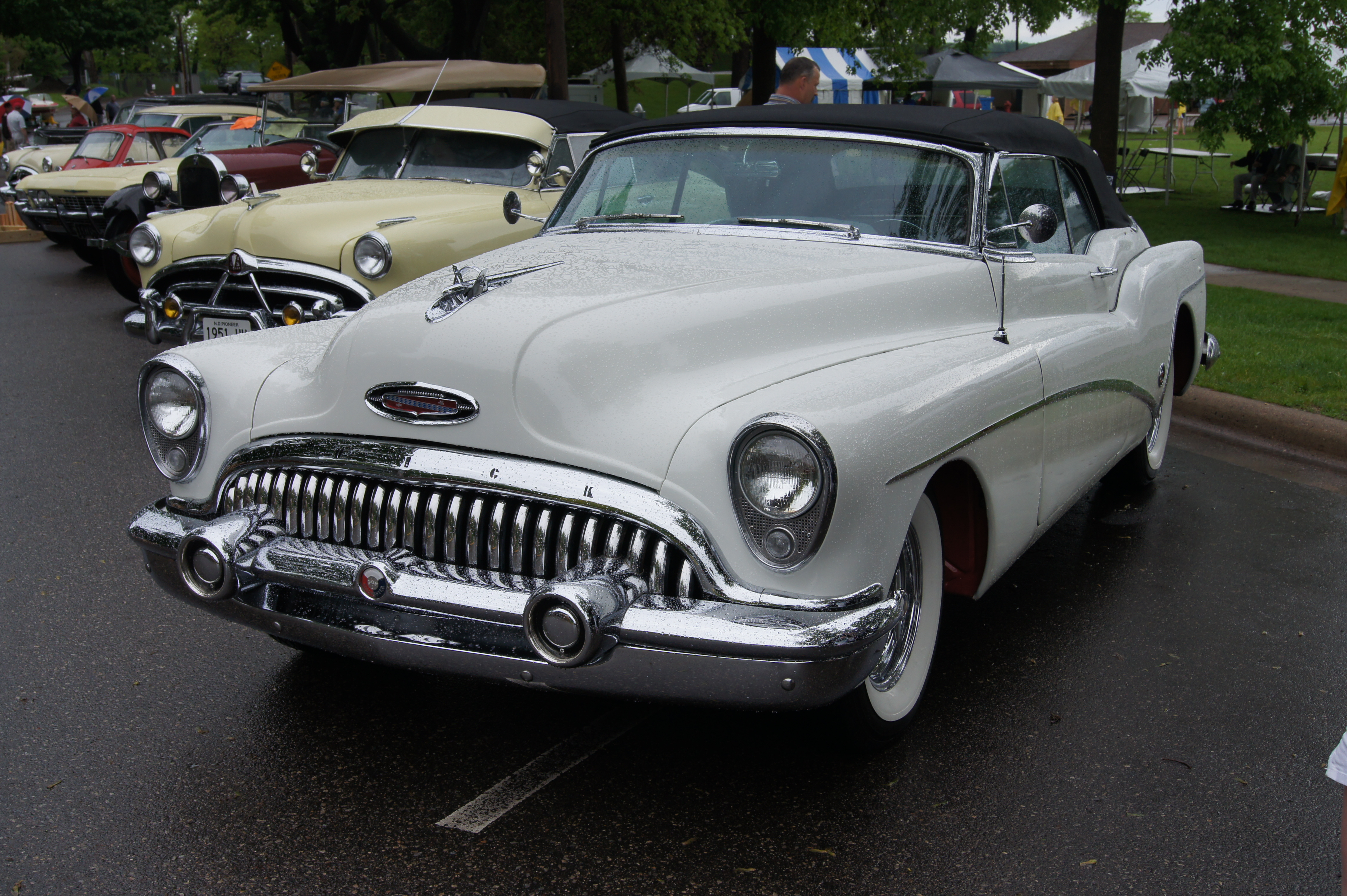
Buick Skylark de 1953, un diseño muy similar al del Packard Pan-American

El Packard Pan-American es un prototipo de automóvil producido por la Packard Motor Car Company de Detroit, Míchigan, en 1952.

## Historia
Concebido como un biplaza de rendimiento moderado por Hugh Ferry, presidente de Packard, fue construido por Henney, una empresa especializada en instalar carrocerías de coches fúnebres y ambulancias personalizadas en los chasis de Packard. Un símbolo de estatus para un fabricante de automóviles en ese momento, este tipo de automóvil era un proyecto sin muchas posibilidades de seguir adelante en las circunstancias del momento de Packard.
Con un diseño de Henney, se basó en el convertible Series 250 de 1951 al que se le rebajó la altura del techo y se recortó la parte trasera. El coche de exhibición estuvo listo a tiempo para el Salón del Automóvil de Nueva York de 1952. Su carrocería, que recordaba a la del Buick Skylark de 1953 pero con la parrilla característica de Packard, "estaba elegantemente recortada por todas partes".
Packard invirtió 10.000 dólares en la construcción del Pan-American, y la gerencia asumió la inviabilidad de desarrollar el coche, sobre todo por la inexistencia de un mercado para un roadster que se estimó que podría costar al menos 18.000 dólares, en un momento en que el Lincoln Capri convertible para seis pasajeros de primera línea se vendía por 3.665 dólares, el primer Cadillac Series 75 Fleetwood de ocho plazas costaba 5.643 dólares, e incluso el Patrician 400 de Packard, su modelo de producción más caro, costaba únicamente 3.767 dólares.
Se construyeron hasta seis ejemplares. Sin embargo, el Pan-American inspiró un exitoso modelo de seis plazas, el Caribbean, presentado en 1953.